# Lago Malik

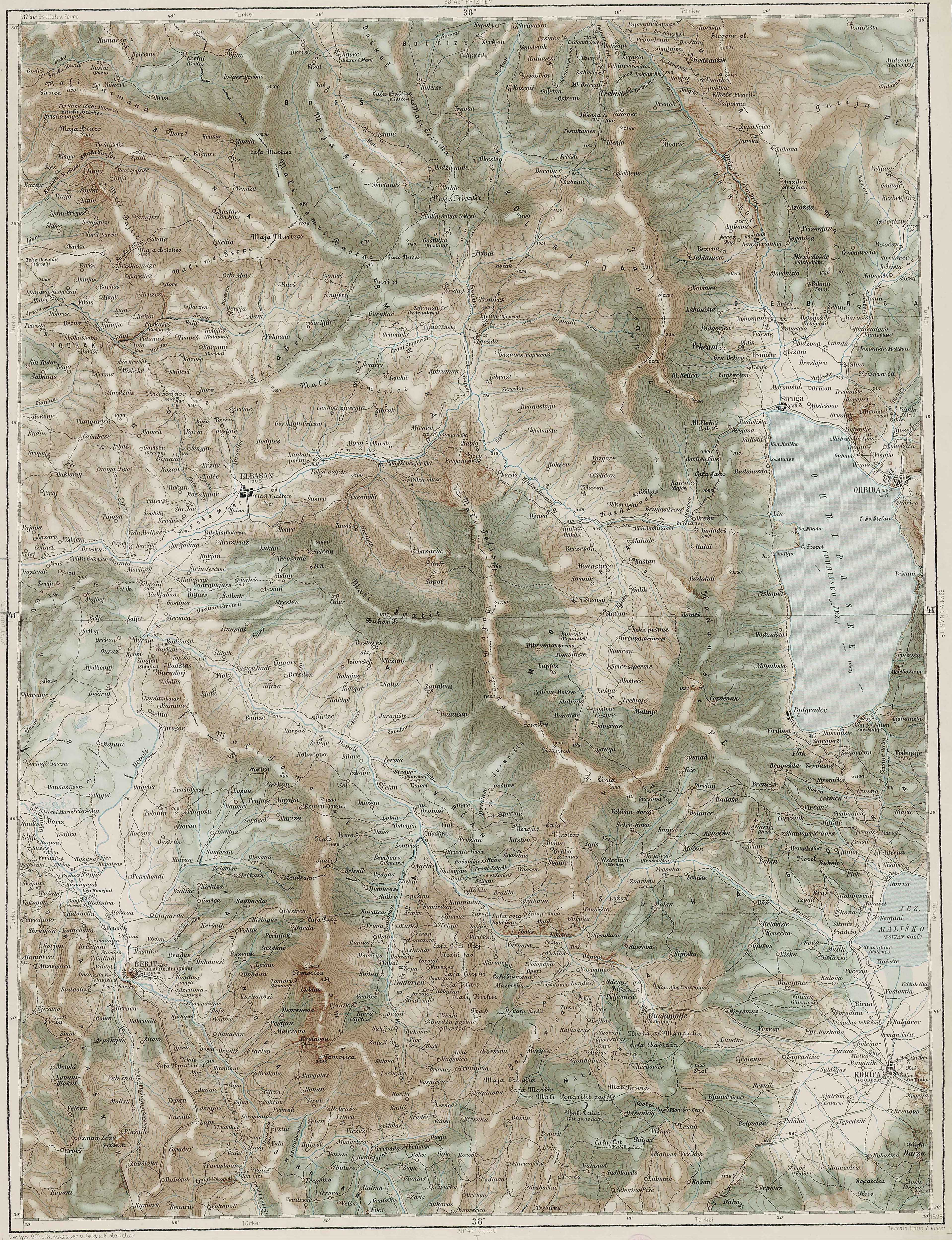
Arriba: La ubicación del lago Maliki en el valle actual del valle superior del pueblo de Demoveli, como se ve desde el embalse del pueblo de Limint. Parte inferior: Extracto de la Carta de Europa Central del Imperio Austrohúngaro de 1887. Menciona el nombre del lugar "Jezero Mališko (Sovjav Gölü)" en la parte inferior del mapa bajo el lago Ohrid.

El Lago Malik (albanés: Liqeni I Maliqit, griego: Λίμνη Μαλίκη) es un lago artificialmente drenado en Albania.
El gobierno tomó la decisión de drenar el lago después de 1939 para combatir la malaria. La operación de drenaje comenzó en 1946. utilizando trabajadores convictos Y creó nuevas zonas agrícolas.